# Chi Cheng (atleta)
Chi Cheng (紀政T, 纪政S, Jì ZhèngP; Hsinchu, 15 marzo 1944) è una politica, dirigente sportiva ed ex atleta poliedrica taiwanese. Dopo l'attività agonistica si dedicò alla dirigenza sportiva e alla politica nazionale.

## Biografia
Studiò presso la California State Polytechnic University, Pomona, presso la quale gareggiava nella squadra di atletica leggera. Con i colori dell'ateneo vinse quattro titoli nazionali statunitensi. In rappresentanza della Repubblica di Cina (Taiwan), nel 1968 vinse la medaglia di bronzo negli 80 metri ostacoli ai Giochi olimpici di Città del Messico, dove arrivò anche settima nella finale dei 100 metri piani. In precedenza aveva già partecipato ai Giochi di Roma 1960 e Tokyo 1964.
Abbatté diversi record mondiali, tra i quali, nel 1970, quelli dei 100 e 200 metri piani e dei 100 metri ostacoli. È stata anche la prima donna a correre le 100 iarde sotto i 10"0.
Vinse due medaglie d'oro ai Giochi asiatici del 1966 e 1970, rispettivamente nel salto in lungo e nei 100 metri piani. Nel 1970 le venne assegnato il premio di atleta dell'anno dell'Associated Press. Dal 1974 al 1976 fu direttrice dell'atletica femminile presso l'University of Redlands, California. Acquisì dunque la cittadinanza statunitense.
Nel 1977 venne nominata segretario generale della federazione di atletica leggera di Taiwan, della quale fu presidentessa dal 1933 e membro del consiglio federale tra il 1998 e il 1999.
Dal 1980 al 1989 è stata membro dello Yuan legislativo per tre mandati. Nel 2009 fu nominata National Policy Advisor dal presidente della Repubblica di Cina Ma Ying-jeou, carica per la quale dovette rinunciare definitivamente alla cittadinanza statunitense e tornare a quella taiwanese.

## Record nazionali
- 100 metri piani: 11"22  ( Vienna, 18 luglio 1970)
- 200 metri piani: 22"62  ( Monaco di Baviera, 12 luglio 1970)
- 80 metri ostacoli: 12"8  ( Monaco di Baviera, 12 luglio 1970)

## Palmarès
| Anno | Manifestazione  | Sede              | Evento                | Risultato     | Prestazione | Note              |
| ---- | --------------- | ----------------- | --------------------- | ------------- | ----------- | ----------------- |
| 1960 | Giochi olimpici | Roma              | 80 metri ostacoli     | elim. qualif. | 12"6        |                   |
| 1964 | Giochi olimpici | Tokyo             | 80 metri ostacoli     | elim. qualif. | 11"1        | w                 |
| 1964 | Giochi olimpici | Tokyo             | Salto in lungo        | elim. qualif. | 5,67 m      | w                 |
| 1964 | Giochi olimpici | Tokyo             | Pentathlon            | 17ª           | 4 229 p.    |                   |
| 1966 | Giochi asiatici | Bangkok           | Salto in lungo        | Oro           | 5,95 m      | Record dei Giochi |
| 1966 | Giochi asiatici | Bangkok           | Staffetta 4×100 metri | Argento       | 47"8        |                   |
| 1968 | Giochi olimpici | Città del Messico | 100 metri piani       | 7ª            | 11"5        |                   |
| 1968 | Giochi olimpici | Città del Messico | 80 metri ostacoli     | Bronzo        | 10"4        |                   |
| 1968 | Giochi olimpici | Città del Messico | Staffetta 4×100 metri | elim. qualif. | 47"2        |                   |
| 1970 | Giochi asiatici | Bangkok           | 100 metri piani       | Oro           | 11"6        | Record dei Giochi |
| 1970 | Giochi asiatici | Bangkok           | 400 metri piani       | Finale        | dnf         | [ 2 ]             |

## Campionati nazionali
- 1 volta campionessa statunitense assoluta dei 60 metri piani
- 1 volta campionessa statunitense assoluta dei 100 metri piani
- 1 volta campionessa statunitense assoluta dei 200 metri piani
- 1 volta campionessa statunitense assoluta dei 100 metri ostacoli
- 1 volta campionessa statunitense assoluta del pentathlon